# ياسر عبد العزيز
كاتب ومدرب ومستشار في مجالات الاتصال والإعلام. عمل مستشاراً ومدرباً لدى هيئة الإذاعة البريطانية (بي بي سي) في منطقة الشرق الأوسط وشمال أفريقيا، كما قدم تدريباً واستشارات لعدد من المنظمات الدولية؛ منها: برنامج الأمم المتحدة الإنمائي، ومنظمة «اليونسكو»، ومنظمة «مراسلون بلا حدود»، ومؤسسة «الصوت الحر» الهولندية، والمجلس الثقافي البريطاني، ومنظمة «إنتر نيوز»، ومكتب المبادرات الانتقالية الأمريكي، ومركز الدوحة لحرية الاعلام وعدد من الحكومات العربية.
عمل مستشاراً لصحيفتي «المصري اليوم» القاهرية، و«الوطن» السعودية، ومديراً للتدريب في «وكالة أنباء الشرق الأوسط»، وقدم تدريباً واستشارات لصحف «المدينة»، و«الحياة»، و«عكاظ» في السعودية، وأكثر من 20 منظمة إعلامية عربية بارزة.
درّب عبد العزيز مئات الصحفيين والسياسيين والتكنوقراط والدبلوماسيين في 16 دولة عربية وأجنبية على العمل الصحفي وسبل تعزيز أنشطة الاتصال.
في العام 2013، تم اختياره عضواً في المجلس القومي لحقوق الإنسان بمصر. وقد قام بتدريب عشرات من الناشطين في المجتمع المدني في دول عديدة، في موضوعات التعليم المدني، والتخطيط الاستراتيجي، واستخدام الإعلام في تعزيز رسالة المنظمات غير الحكومية.
من بين البرامج التدريبية التي يقدمها المعايير الدولية للجودة في العمل الصحفي، وتغطية الحروب والنزاعات، وأخلاقيات الصحافة، والتدريب الصحفي الأساسي، والتحقيقات الاستقصائية، ومهارات الصياغة، وتطوير القصص الخبرية، وتدريب المدربين.
يكتب عبد العزيز بانتظام في صحف «المصري اليوم»، و«الوطن» القاهريتين«، و»الجريدة" الكويتية، و"درع الوطن"  الإماراتية٫ وصدر له عدد من الكتب والأبحاث المتعلقة بأخلاقيات الصحافة وتنظيم المجال الإعلامي، منها "دليل الارشادات التحريرية للصحفيين المصريين.، و«الآمبودسمان»، و«عولمة وكالات الانباء»
قام بتدريب أكثر من 3الاف مدرب